# Junco
A Junco a madarak osztályának verébalakúak (Passeriformes) rendjébe és a Passerellidae családjába tartozó nem.

## Rendszerezés
A nembe az alábbi 3 faj tartozik:
- csíkos sármánypinty (Junco vulcani)
- téli sármánypinty (Junco hyemalis)
- vöröshátú sármánypinty (Junco phaeonotus)